# Vicente Aranda, Jojutla
Vicente Aranda är en ort i Mexiko.   Den ligger i kommunen Jojutla och delstaten Morelos, i den sydöstra delen av landet, 100 km söder om huvudstaden Mexico City. Vicente Aranda ligger 859 meter över havet och antalet invånare är 346.
Terrängen runt Vicente Aranda är platt åt nordväst, men åt sydost är den kuperad. Runt Vicente Aranda är det tätbefolkat, med 319 invånare per kvadratkilometer. Närmaste större samhälle är Zacatepec, 11,3 km norr om Vicente Aranda. I omgivningarna runt Vicente Aranda växer huvudsakligen savannskog.